# Westborough (hrabstwo Worcester)
Westborough – jednostka osadnicza w Stanach Zjednoczonych, w stanie Massachusetts, w hrabstwie Worcester.